# Allie Bell Latimer
Allie B. Latimer (Coraopolis, Pennsilvània, 16 de febrer de 1928), també coneguda com a Allie Bell Latimer, va ser la primera dona i la primera afroamericana a exercir de consellera general (en anglès: chief legal officer) d'una de les més importants agències federals dels Estats Units, l'Administració de Serveis Generals (en anglès: General Services Administration - GSA).
Allie B. Latimer va néixer a Pennsilvània, però es va criar a Alabama. Era filla d'una mestra d'escola i d'un constructor. Després de la seva graduació a l'escola secundària, Latimer va obtenir el títol de Llicenciada en Arts del Hampton Institute (Hampton University). Poc després, va treballar com a voluntària durant dos anys al American Friends Service Committee fent tasques a presons i institucions mentals. Va participar en un intent de desegregar l'Hospital Estatal de Nova Jersey a Vineland i integrar una comunitat suburbana fora de Filadèlfia. Posteriorment, Latimer es va matricular a la Facultat de Dret de la Universitat de Howard i, el 1953, es va doctorar.
El 1958, va obtenir el títol de Master of Legal Letters a la Facultat de Dret de la Universitat Catòlica d'Amèrica.
El 1968, advocada i activista en matèria de drets com era i amb l'objectiu d'exigir al govern el compliment de la Llei de drets civils (Civil Rights Act), va fundar i desenvolupar la Federally Employed Women (FEW). Va exercir la presidència fins al 1969 i va treballar per posar fi a la discriminació de gènere en els llocs de treball del sector públic durant els seus més de quaranta anys de carrera. Segons el National Women's Hall of Fame: "els molts èxits i activitats de la FEW han condicionat els llocs de treball federal i han contribuït a millorar les condicions laborals per a totes."
El 1969, Latimer es va convertir en una Ordained Elder a l'Església Presbiteriana del Nord-est de Washington DC. Va viatjar a més de cinquanta països per participar en diverses conferències relacionades amb l'església.
El 1977, Allie B. Latimer es va convertir en assessora general de l'Administració de Serveis Generals (GSA) i es va convertir en la primera dona i primera afroamericana que va exercir de consellera general d'una agència federal dels Estats Units.
El 1998, Allie B. Latimer va ser guardonada amb el prestigiós premi Ollie Mae Cooper pels seus èxits legals i humanitaris.
El 2009, Allie B. Latimer va ingressar a Saló de la Fama Nacional de Dones (National Women's Hall of Fame).
El 2014, va ser una de les cinc advocades guardonades per l'Associació Nord-americana d'Advocats amb el prestigiós premi Margaret Brent Women (Margaret Brent Women Achievement Award) per la seva excel·lència professional i per haver obert el camí de l'èxit a moltes altres dones.